# Tetrabutylammoniumfluorid
Tetrabutylammoniumfluorid ist eine chemische Verbindung aus der Gruppe der quartären Ammoniumverbindungen und Fluoride.

## Eigenschaften
Tetrabutylammoniumfluorid ist ein ätzender Feststoff, der als technisches Produkt als Mischung mit Aluminiumoxid oder als Lösung mit Tetrahydrofuran vertrieben wird.

## Verwendung
Als Hydrat wird Tetrabutylammoniumfluorid z. B. zur Herstellung von Olefinen aus primären Alkyliodiden, als Katalysator (Phasentransferkatalyse) oder zur Spaltung von Silylethern, welche oft als Schutzgruppen für Alkohole dienen, verwendet. Es kann in einer lösemittelfreien Sonogashira-Kupplung verwendet werden.